# Trincomalee Town and Gravets Division
Trincomalee Town and Gravets Division är en division i Sri Lanka.   Den ligger i distriktet Trincomalee District och provinsen Östprovinsen, i den nordöstra delen av landet, 230 km nordost om huvudstaden Colombo. Antalet invånare är 97 234.